# 핀란드 사미견

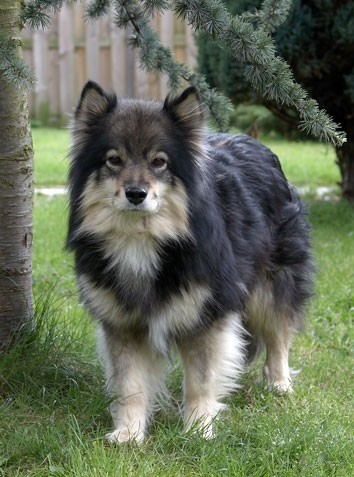

수오멘라핀코이라(핀란드어: Suomenlapinkoira)는 핀란드 원산의 중형 스피츠견이다. 북부지역 원주민인 사미인들의 순록 목축견으로 사용되었다. 발생국인 핀란드에서는 가장 많이 길러지는 견종이지만, 핀란드 밖에서는 거의 보기 힘들다.

## 같이 보기
- 핀란드 스피츠